# Vena anastomótica posterior

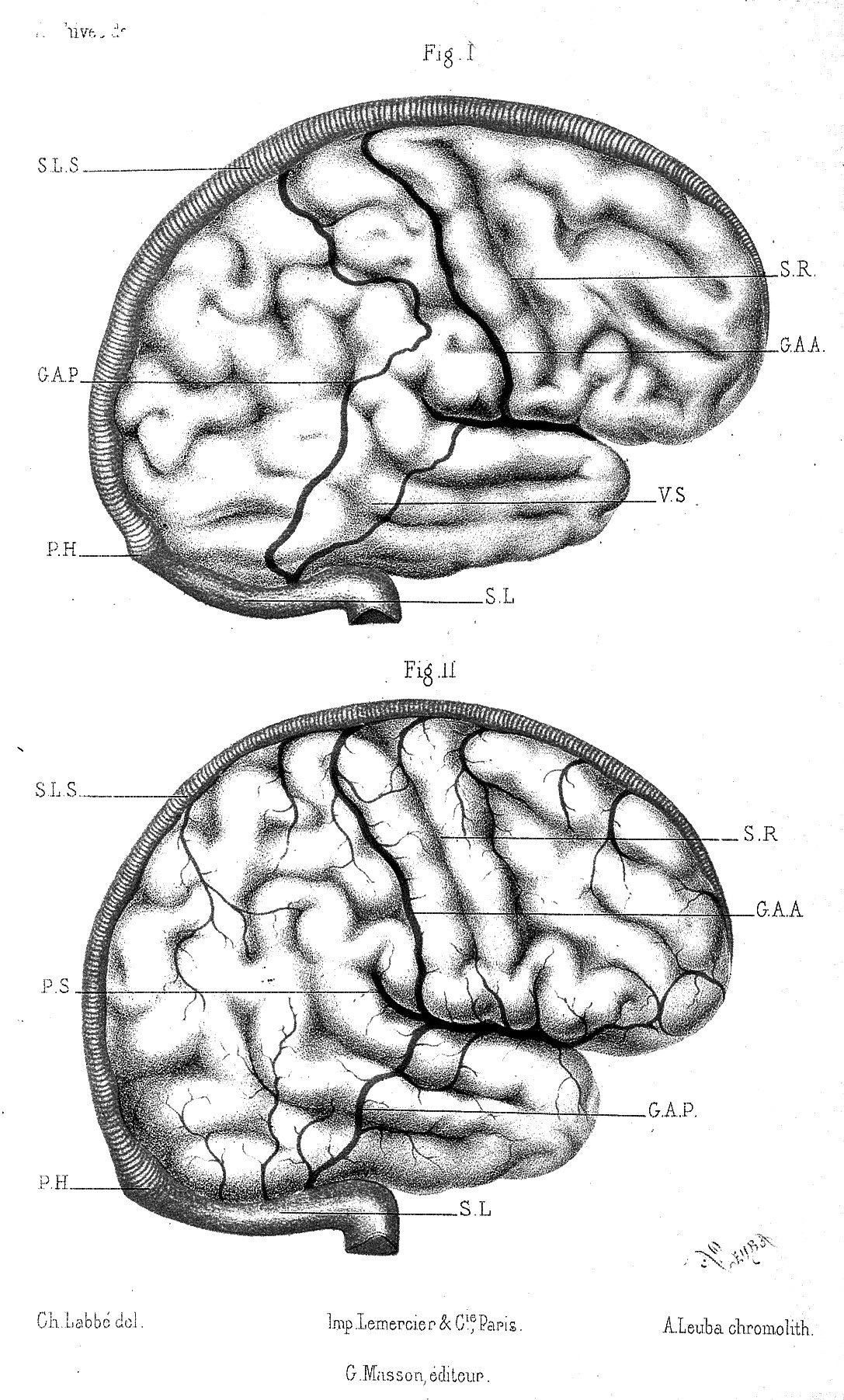
Cerebro: circulación de las venas

La vena anastomótica posterior, vena anastomótica inferior o vena de Labbé (TA: vena anastomotica inferior) es una vena que efectúa interconexión entre la vena cerebral media superficial y el seno transverso.